# Município de Jackson (condado de Stark, Ohio)
O município de Jackson (em inglês: Jackson Township) é um município localizado no condado de Stark no estado estadounidense de Ohio. No ano de 2010 tinha uma população de 40.373 habitantes e uma densidade populacional de 422,02 pessoas por km².

## Geografia
O município de Jackson encontra-se localizado nas coordenadas 40° 51′ 52″ N, 81° 28′ 49″ O. Segundo a Departamento do Censo dos Estados Unidos, o município tem uma superfície total de 95.67 km², da qual 94.15 km² correspondem a terra firme e (1.59%) 1.52 km² é água.

## Demografia
Segundo o censo de 2010, tinha 40.373 habitantes residindo no município de Jackson. A densidade populacional era de 422,02 hab./km². Dos 40.373 habitantes, o município de Jackson estava composto pelo 92.89% brancos, o 2.49% eram afroamericanos, o 0.21% eram amerindios, o 2.65% eram asiáticos, o 0.03% eram insulares do Pacífico, o 0.35% eram de outras raças e o 1.37% pertenciam a dois ou mais raças. Do total da população o 1.53% eram hispanos ou latinos de qualquer raça.